# Vereinshaus (Brünn)

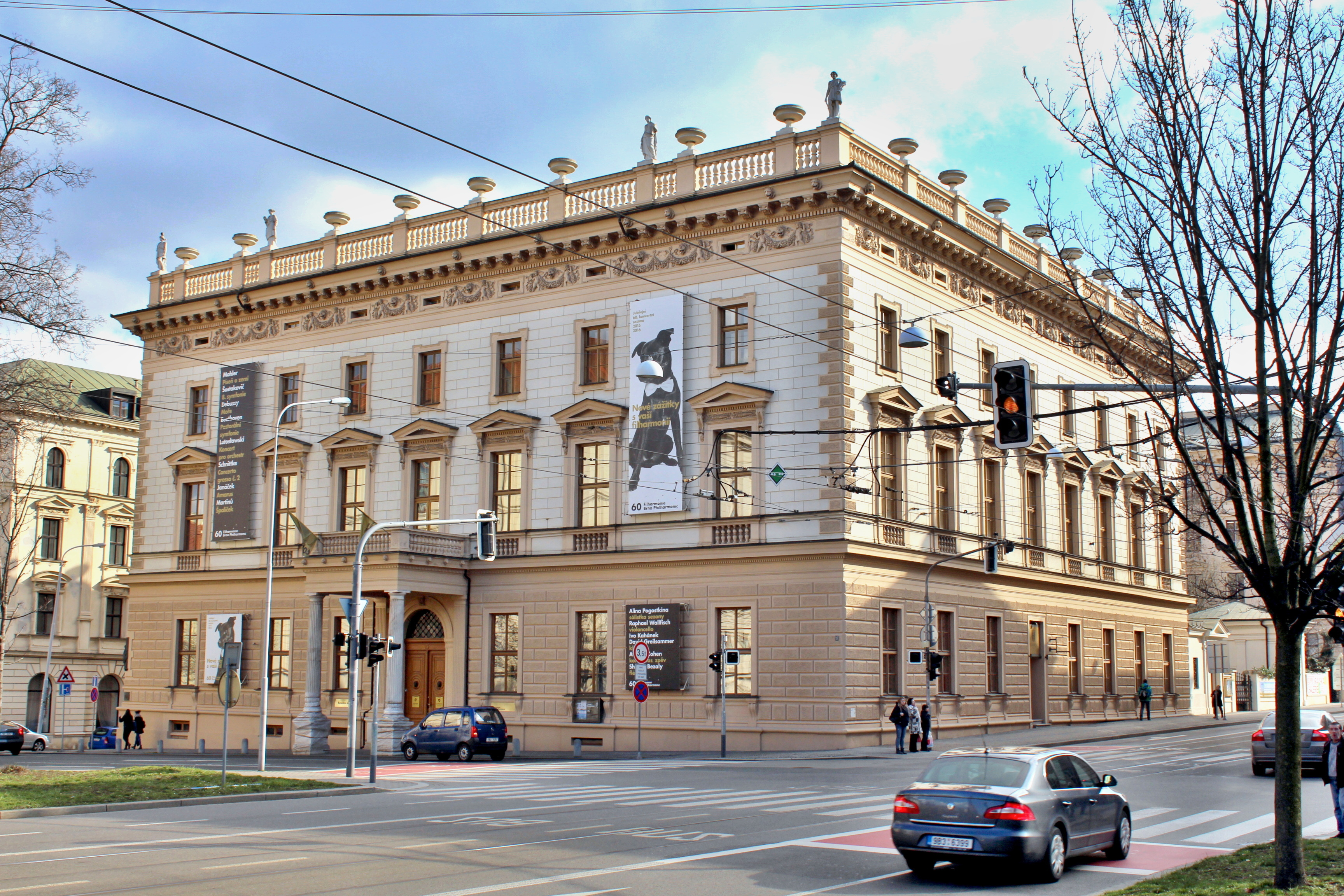
Philharmonie (Vereinshaus) Brünn

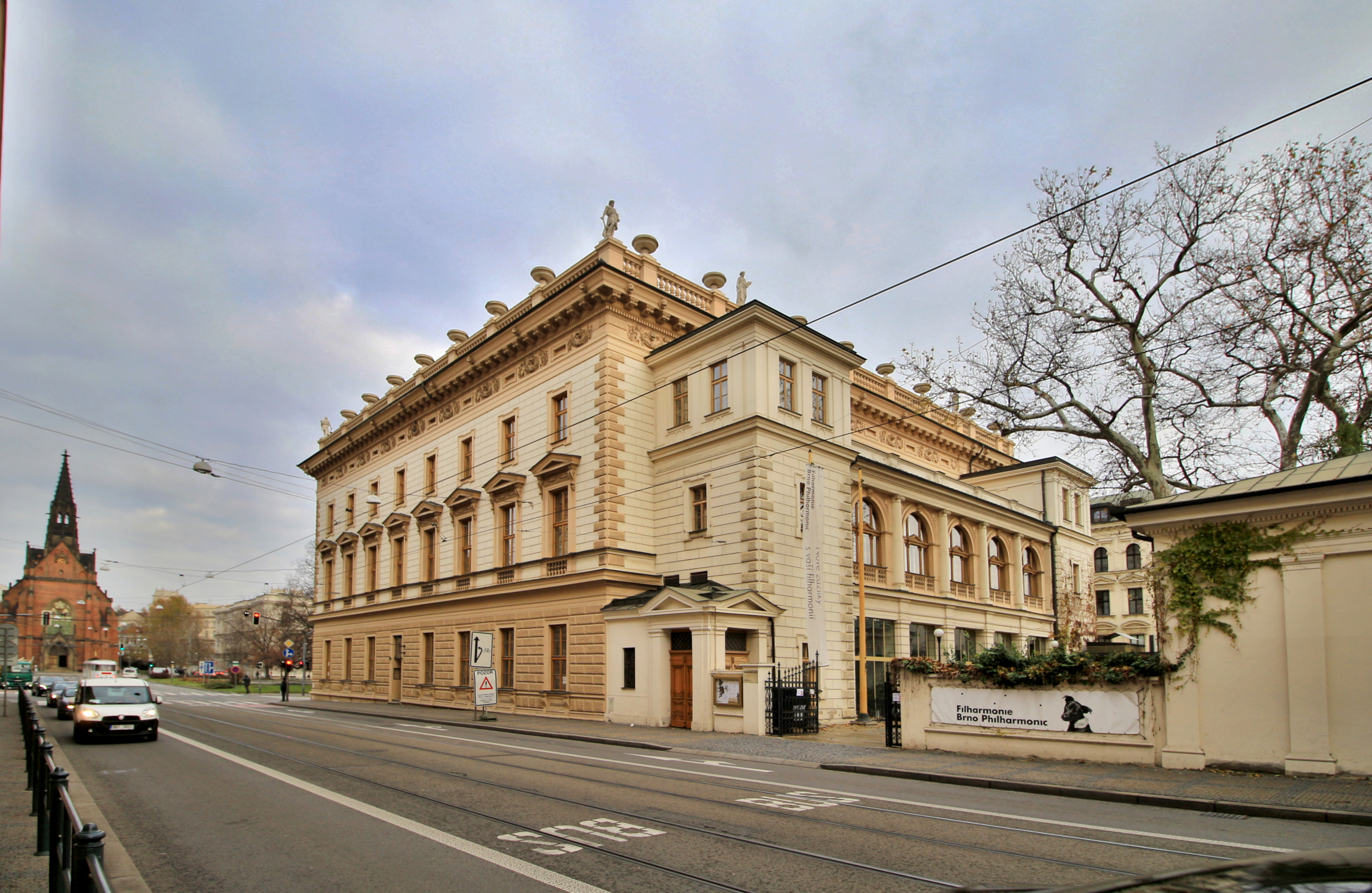
Philharmonie (Vereinshaus) Brünn, Rückseite

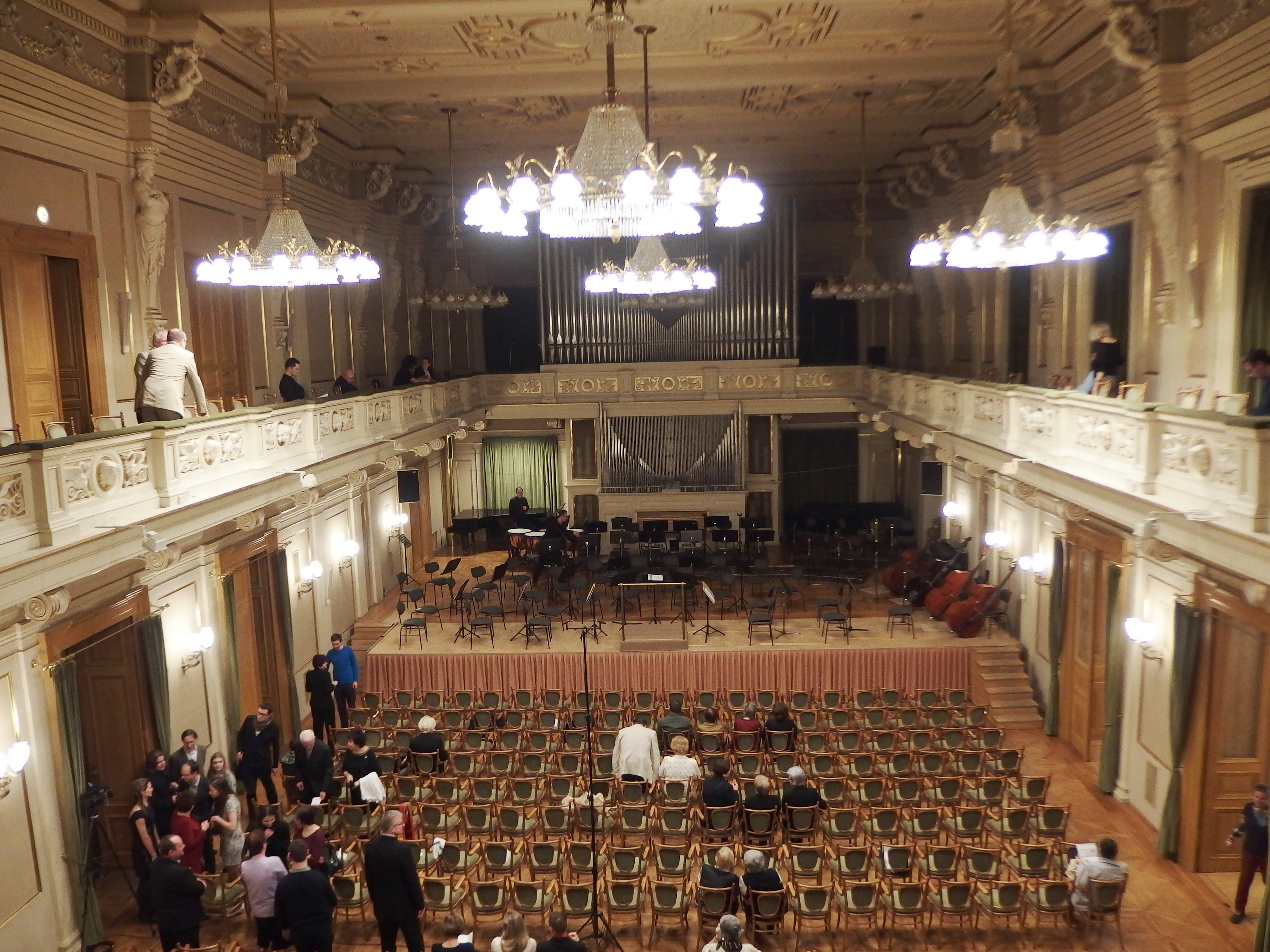
Brünn, Vereinshaus (Großer Saal)

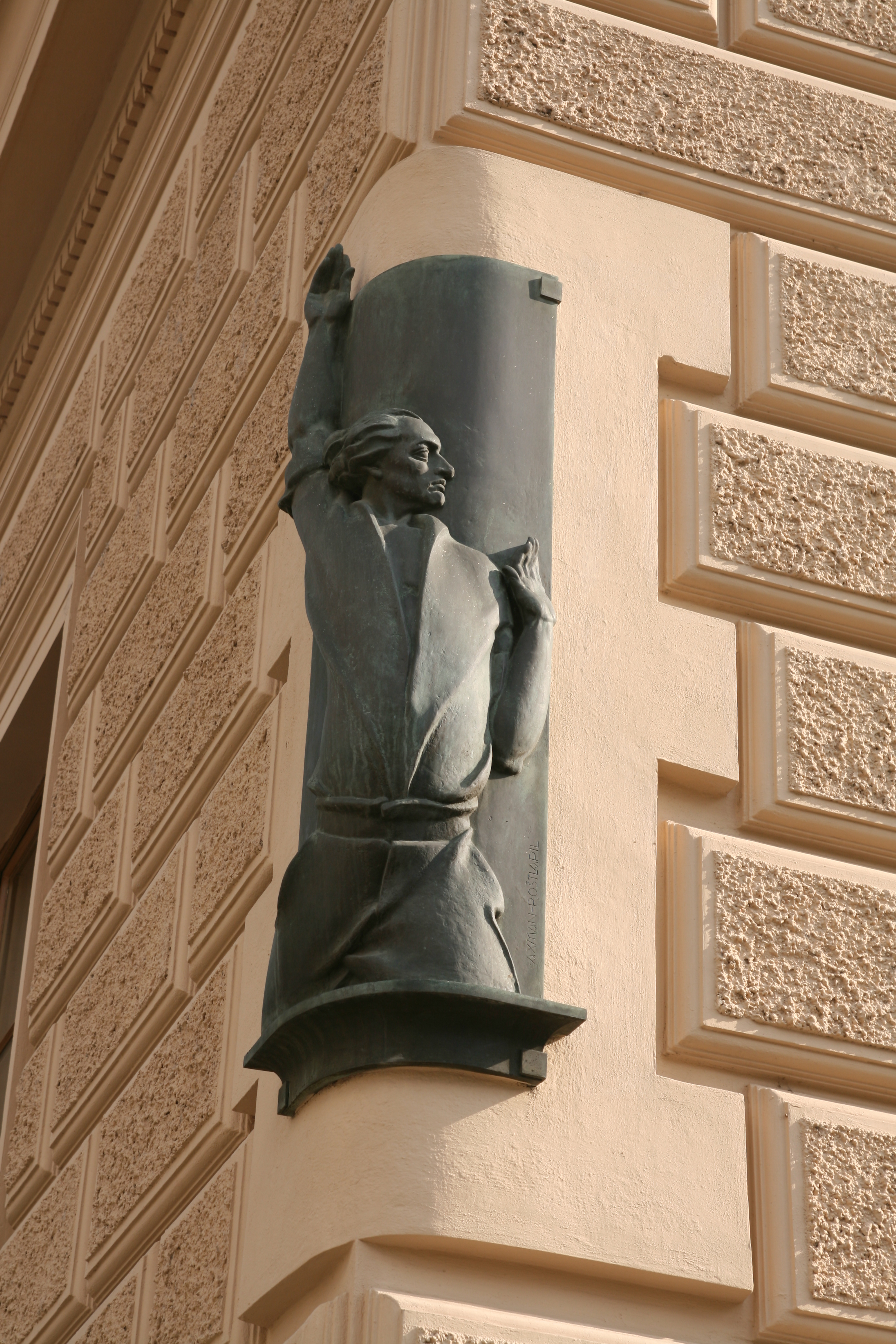
František Pavlík

Das Vereinshaus (tschechisch: Besední dům) ist ein Neorenaissance-Gebäude in Brünn, der zweitgrößten Stadt der Tschechischen Republik, das von 1870 bis 1873 nach einem Entwurf des überwiegend in Wien wirkenden Architekten Theophil von Hansen erbaut wurde. Heute ist es ein öffentliches Gebäude an der südlichen Ecke des Komenského-Platzes, an der Mündung der Husova-Straße. In seiner Geschichte wurde es Schauplatz oder Zeuge mehrerer gesellschaftlich wichtiger Ereignisse, darunter die öffentliche Proklamation der Gründung der Tschechoslowakischen Republik von seinem Balkon aus am 29. Oktober 1918.
Der Besední dům diente den tschechischen Einwohnern der Stadt als kulturelles und soziales Zentrum und erfüllt bis heute seine ursprüngliche Funktion. In den 1980er und 1990er Jahren wurde es an die Bedürfnisse der heutigen Philharmonie Brünn angepasst, die dort ihren Sitz hat.
Die Eröffnung des Gebäudes bedeutete eine Erweiterung des kulturellen Angebots von Brünn, da sich im Stadtzentrum nun ein soziales und kulturelles Zentrum befand. Das Gebäude beherbergte viele tschechische Vereine, zu den bekanntesten gehörten der Tschechische Leserkreis und die Brünner Beseda. Chorleiter der Beseda war in den 1870er und 1880er Jahren Leoš Janáček, der in den Konzerten der Gesellschaft auch als Pianist auftrat, vor allem aber als Dirigent großer Konzertproduktionen (wie Mozarts Requiem, der Beethovens Missa solemnis und Dvořáks Stabat Mater). Auch Janáčeks Tochter Olga nahm an den Treffen und Musikabenden des Vereins teil. Viele von Janáčeks Werken wurden im Besední dům uraufgeführt, insbesondere seine Kammermusikwerke wie das Bläsersextett „Jugend“, „Kinderlieder“ und „Concertino“.
Im Jahr 1905 wurde Janáček Zeuge eines tragischen Ereignisses, als der junge Arbeiter František Pavlík während einer Demonstration für eine tschechische Universität von der Polizei getötet wurde. Dies veranlasste Janáček, 1905 seine Klaviersonate 1.X. zu komponieren.